# Dwukropek (tom wierszy)
Dwukropek – tom poezji Wisławy Szymborskiej wydany w 2005 przez Wydawnictwo a5, zdobywca w 2006 Nagrody Literackiej „Nike Czytelników”.
Dwukropek stanowi drugi tomik Szymborskiej wydany po otrzymaniu literackiej nagrody Nobla w 1996. Zawiera około dwudziestu wierszy, z których większość była wcześniej opublikowana w prasie. Wiersze zawarte w Dwukropku opowiadają o chwilowości, zdarzeniowości, przemijalności, perspektywiczności, o tym, że największe znaczenie ma niejednoznaczność. Zdaniem Tadeusza Nyczka, mimo obecnych motywów przemijania i refleksji dotyczącej śmierci, nie jest to tom pesymistyczny. Zdaniem Małgorzaty Baranowskiej język wierszy jest prosty, ironiczny, dowcipny, typowy dla Szymborskiej kolein.
Na okładce wykorzystano motyw z rysunku Johanna Wolfganga Goethego. Do tomiku dołączona była płyta CD z wierszami w interpretacji Szymborskiej.